# Rutledge (Georgia)
Rutledge è una città degli Stati Uniti d'America, situata in Georgia, nella Contea di Morgan.